# Sufflamen
Sufflamen là một chi cá biển thuộc họ Cá bò da. Chi này được lập ra vào năm 1916 bởi David Starr Jordan.

## Từ nguyên
Danh từ sufflamen trong tiếng Latinh có nghĩa là "vật cản trở, chướng ngại vật" (xem Canthidermis sufflamen).

## Các loài
Có 5 loài hiện được công nhận là hợp lệ trong chi này, bao gồm:
- Sufflamen albicaudatum (Rüppell, 1829)
- Sufflamen bursa (Bloch & Schneider, 1801)
- Sufflamen chrysopterum (Bloch & Schneider, 1801)
- Sufflamen fraenatum (Latreille, 1804)
- Sufflamen verres (Gilbert & Starks, 1904)

## Phân bố
Hầu hết các loài đều có phân bố ở khu vực Ấn Độ Dương - Thái Bình Dương, riêng S. albicaudatum chỉ có phân bố giới hạn ở Biển Đỏ và vịnh Ba Tư, còn S. verres được phân bố ở Đông Thái Bình Dương.

## Sinh thái học
Qua nghiên cứu hành vi lãnh thổ và sinh sản, cá đực của các loài S. chrysopterum, S. fraenatum và S. verres sống theo chế độ hậu cung và cá cái lập riêng cho mình một lãnh thổ. Tất cả lãnh thổ của cá cái nằm trong phạm vi lãnh thổ của một con cá đực. Trứng chỉ được chăm sóc và bảo vệ bởi cá cái.